# 安定枚
安定枚，辽东东宁卫镶红旗人，清朝政治人物。监生出身。
康熙二十三年（1684年），擔任清朝廣州府新安縣知縣。后由靳文謨接任。